# 32-es főút
32-es főút (ungarisch für ‚Hauptstraße 32‘) ist eine ungarische Hauptstraße. Sie zweigt bei Hatvan in südöstlicher Richtung von der Autobahn Autópálya M3 (Europastraße 71) ab, kreuzt nach 1,6 km die 3-as főút, erreicht nach 27 km Jászberény, an dessen Ostrand sie die 31-es főút kreuzt, führt knapp östlich an Újszász vorbei und erreicht Szolnok, wo sie für 7,5 km auf die frühere Trasse der 4-es főút einschwenkt und an der nunmehr als Umgehungsstraße trassierten 4-es főút (Europastraße 60) endet.
Die Gesamtlänge der Straße beträgt 80 Kilometer.